# Басра (провінція)
Мухафазах Басра (араб. البصرة) — провінція в Іраку. Територія 19 070 км² з населенням на 2011 2 532 000 осіб. Адміністративний центр — місто Басра. У провінції є міжнародні кордони з Кувейтом на півдні і Іраном на сході.

## Округу

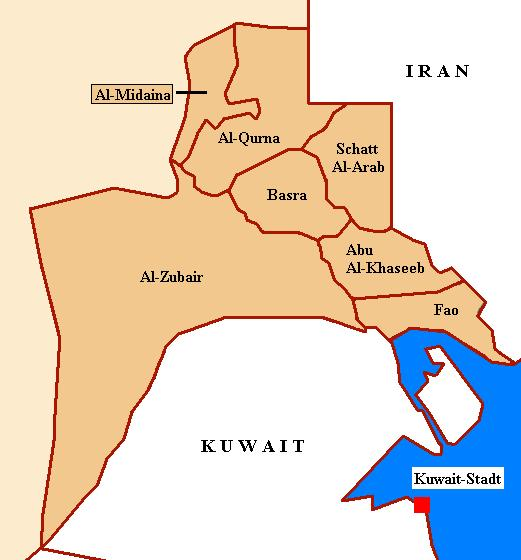

- Абу-ель-Хасиб
- Басра
- Ель-Фао
- Аль-Мудайна
- Аль-Курна
- Шатт-Ель-Араб
- Ез-Зубайр

| Ірак | Це незавершена стаття з географії Іраку. Ви можете допомогти проєкту, виправивши або дописавши її. |